# Isla de Toas
La isla de Toas es una isla venezolana, ubicada en el municipio Almirante Padilla del Estado Zulia, en la parte más septentrional del Lago de Maracaibo, al sur de la península de San Carlos, a una distancia de 2,5 kilómetros de ésta y a 5 kilómetros del frente oriental de San Rafael de El Moján, ciudad desde la cual se distingue la isla. Cubre una superficie de 5,6 km².
Existen en ella las salinas de El Toro y Aracho, yacimientos de lignito sulfuroso, yacimientos de piedra caliza explotados desde la época de la colonización española, arcillas de explotación en el sector sur y un pequeño yacimiento de mineral cuprífero. La presencia de calizas ha permitido su industrialización a fin de obtener cemento. Tiene un pequeño poblado llamado El Toro el cual es la capital del municipio Almirante Padilla y se puede llegar a ella en lancha, allí se encuentra una iglesia, la Plaza Bolívar, y diversos comercios. 

## Toponimia
Su nombre proviene del vocablo “To, ú”, que significa “mi ojo, atalaya, lugar donde se ve y se observa”. Y es que desde los cerros de isla de Toas se aprecia el imponente paisaje zuliano: en el norte, una impresionante panorámica de San Carlos y el Mar Caribe; en el sur, las costas de Santa Cruz de Mara; en el este, la isla de Zapara, Pescadero y los Puertos de Altagracia; y en el oeste, San Rafael de El Moján. 

## Geografía
Toas está conformado por caseríos y sectores: El Carrizal, Las Playitas, Sierrita, El Tapón, El Hato, La Salina, Las Malvinas, Semeruco, El Toro, Las Palmitas, Fuego Vivo, Requena, El Potrero, Sotavento, Tara-Tara, Campamento, Las Cabeceras y Ranchería.
Isla de Toas es parte de un archipiélago ubicado al norte del Lago de Maracaibo, pero diferencia del resto de las islas, las cuales son de origen sedimentario, Isla de Toas tiene origen geológico, debido a la interacción de dos fallas importantes en la región: la Falla de Oca y la falla de Ancón de Iturre.
La población de Isla de Toas para el año 2011 según el Instituto Nacional de Estadísticas es de 7678, dentro de las cuales 3803 son hombres y 3875 mujeres. 

## Turismo recreativo
Antes que comience el amanecer puedes equipar tus maletas, ordenar tu equipo de excursión y rappel para trepar o caminar las montañas de piedra caliza en isla de Toas. 
Si se trata de deportes extremos, lo mejor es hacer rappel, o búlder, una manera de escalada que no requieres de muchos equipos, sino de tus habilidades con los pies, la fuerza y la ayuda de un compañero para que sientas la presión del espacio insular al tratar de subir las rocas de 3 metros de altura o los inmensos cerros de caliza. Estas actividades se pueden realizar los sábados o domingos, y si tienes mucha precaución las haces de lunes a viernes, porque los cerros de caliza son explotados por empresas para la exportación de este mineral. O también en el Paseo Turístico “Cacique Nigales”.
Casi la mitad de Toas es de piedra caliza. 5 horas son suficientes para experimentar la sensación de estar en las alturas y deleitarse del impresionante colorido natural de las rocas y las siluetas de los cerros producto de la explotación. También, eres parte de la naturaleza al compartir con una imponente vegetación de cardón, tuna y cují. Y si te encuentras en el extremo de los cerros observarás un imponente caño con bosques de mangles, localizado en la parte central de isla de Toas.
Sin duda alguna, la mejor opción en cualquier época del año es isla de Toas, aquí puedes realizar diversas actividades deportivas y recreativas; y el mejor momento del día, disfrutar de un atardecer insular, donde se mezclan todos los colores de la naturaleza.

## Otros destinos a visitar

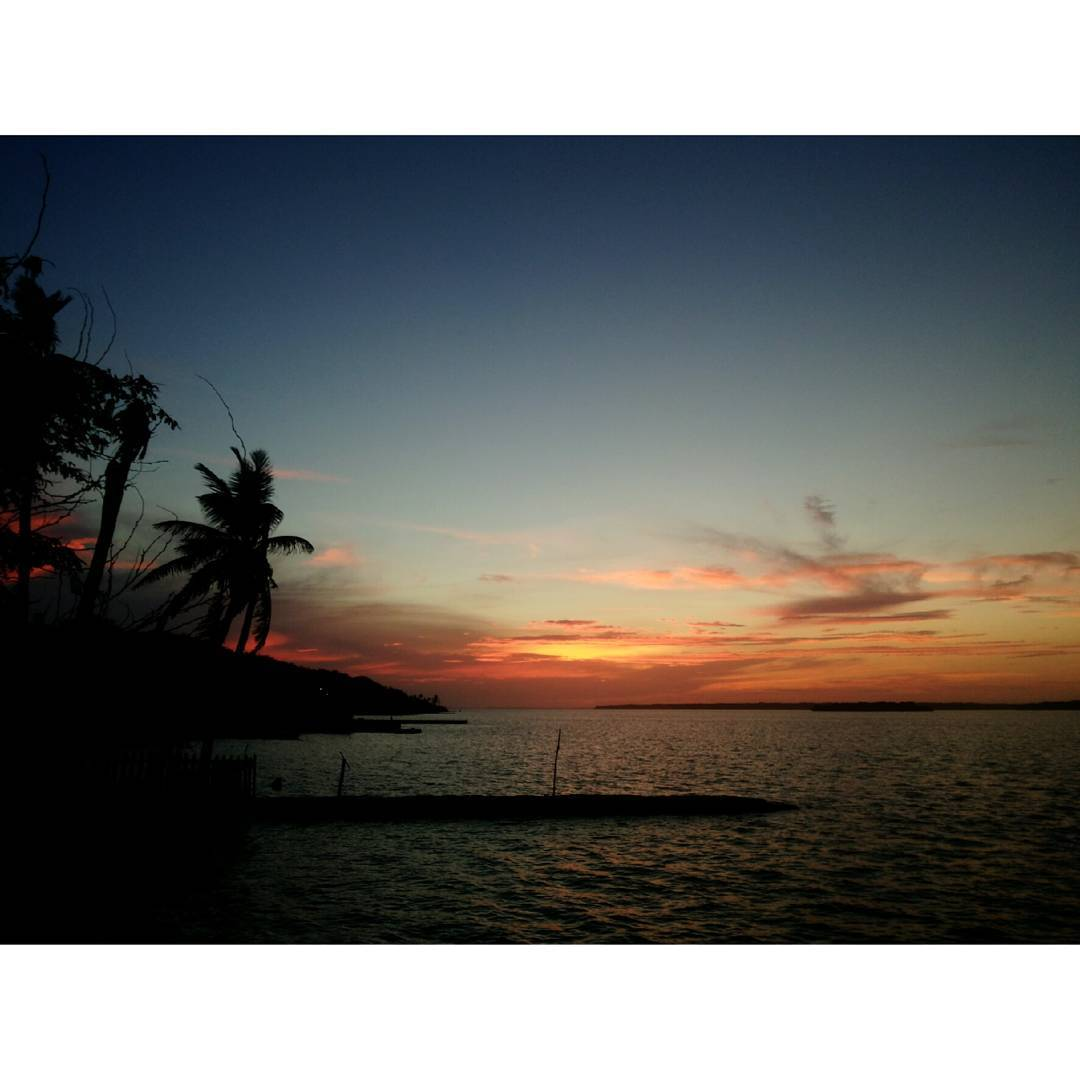
Playas de la isla

Cuando llegues a isla de Toas, en la terminal lacustre La Puntica, la amabilidad de los conductores de los por puestos “Isla de Toas, te dan la bienvenida. Ellos son los mejores guías turísticos para hacer el recorrido por Toas. El costo: 20000 bolívares fuertes por persona.

### Bulevar Simón Bolívar o 26 de Mayo
Es una de las arquitecturas más modernas de Latinoamérica. El arquitecto Ender Rodríguez fue quien diseñó esta estructura posmodernista que integra a la Alcaldía de Almirante Padilla y la iglesia Nuestra Señora de Lourdes. Su diseño está formado por un anfiteatro y 4 pórticos, estos últimos son los accesos principales que llevan a la Alcaldía o al Templo. La plaza posee diferentes niveles en su piso, que hacen más divertida y entretenida su visita. Los diferentes derivados de la caliza, como el granzón y el granzoncillo constituyeron los principales materiales para la construcción de este bulevar. En su creación se utilizó el color blanco y gris, pues si se utilizaban colores cromáticos le restaba importancia a las edificaciones adyacentes al bulevar. Se localiza en el caserío El Toro, capital del municipio Almirante Padilla.

### Monumento de la autonomía
Diseñado por el arquitecto Ender Rodríguez. Está compuesto por 6 veleros que representan las islas que conforman a Almirante Padilla, dentro de la cual está un rectángulo que representa a isla de Toas, donde se encuentra El Toro, capital del Municipio. También, se encuentran rodeados de un espacio semicerrado con una fuente de agua que simboliza el hermoso lago zuliano. En su parte frontal se encuentra un pedestal de piedra caliza con una placa superpuesta donde se encuentran registrados los nombres de los diputados que impulsaron la autonomía del municipio. Así mismo, en sus adyacencias se encuentran dos cañones traídos de la isla Zapara. 

### Paseo Turístico Caciques Nigales
Al llegar a isla de Toas, a escasos metros de la terminal lacustre, se encuentra este paseo turístico, donde puedes disfrutar de cómodos bohíos familiares. Este paseo está rodeado de inmensas piedra calizas, lista para practicar turismo de alto riesgo.

### Cerro de La Cruz
Con una altura de 50 metros sobre el nivel del mar se alza sobre un cerro La Cruz del Calvario, en el sector Fuego Vivo. Desde este imponente lugar puedes observar el colorido del paisaje insular, donde se mezclan todos los elementos de la naturaleza: el agua, porque se observa el Canal de la Barra, el Mar Caribe y el Lago de Maracaibo; el aire, ya que desde esa altura se siente una rica brisa producto de los vientos que vienen del Mar Caribe y por la altitud del lugar; la tierra, porque estás en contacto y observas los grandes cerros de isla de Toas; y el fuego, por el calor insular que se siente al estar en La Cruz del Calvario.

### Centro Turístico La Almeja
Es uno de los lugares más apartados de la capital del municipio. Se caracteriza por poseer una de las playas aptas para los bañistas. Su estructura física está conformada por habitaciones familiares a precios económicos, una pista de baile y una tasca. Está ubicado en el caserío El Carrizal.

### Playas Monte Alto y Cachito
Sus limpias playas hacen de este lugar un encanto para los turistas o visitantes. En “Monte Alto” puedes encontrar cómodos bohíos para toda la familia. Además, de degustar de las comidas típicas isleñas. Rodeado de una vegetación de palmeras se localiza en el caserío Las Playitas.
Se encuentra en Las Playitas, a lado de “Monte Alto”. Aquí puedes saborear las mejores comidas isleñas. También está rodeado de cocoteros.

## Posadas y sitios de entretenimiento
Hay tres lugares donde puedes pernoctar, cada uno ofrece cómodas habitaciones a precios económicos: posada La Almeja, ubicada en el caserío El Carrizal; posada Semeruco, situado en la vía a Las Malvinas y posada Willians, en El Toro.
Luego de pasar un día relajado y soleado en las playas isleñas, todos los fines de semana y temporadas del año se prende la rumba nocturna isleña, donde puedes disfrutar de la mejor música del momento y el tradicional karaoke.

### Centro Familiar Contemplando El Mar
El mejor merengue, reguetón, salsa y vallenato suena los fines de semana. Este es el lugar predilecto por los toenses, aquí se concentran grandes y adolescentes para pasar una noche agradable. Además, posee una tasca con karaoke para que pruebes tus habilidades vocales. Se encuentra en el caserío El Hato.

### Karaokes
Si prefieres estar más en familia isla de Toas te ofrece cómodas tascas con karaokes. Cada una tiene algo en común y quien lo visite puede descubrir sus fantasías nocturnas. Conoce junto a la familia y amigos lo que tienen cada uno de estos karaokes: La Alcabala, ubicado en Las Playitas; La Almeja y Mi Chinita en El Carrizal, Contemplando el Mar en El Hato, Willians y La Tropicana en El Toro, Mi Recuerdo en Sotavento y La Nueva Conga en Las Cabeceras.  10 lugares para disfrutar sanamente en isla de Toas.
Lamentablemente la mayoría de estos sitios han caído en el deterioro e incluso algunos han desaparecido debido a la grave crisis humanitaria que afronta el país.

## Jungla de concreto del Zulia
Desde que comenzó la explotación e importación de la piedra caliza en isla de Toas, el ser humano se ha preocupado por conocer el turismo industrial, que solo se da, con mayor facilidad en esta porción de tierra.
En tan solo un día puedes conocer el proceso de explotación de la caliza, desde la colocación de la dinamita hasta la detonación de los cerros. Luego la caliza es procesada por grandes máquinas trituradoras que convierten a la caliza en diferentes materiales como: el granzón, granzoncillo, polvillo, frijolito y casabito que son utilizados para la construcción de edificaciones. 
Pasar un día en “Las Compañías”, como le dicen los habitantes a las empresas Canteras del Norte, Vencemos (CEMEX), Pecalca y Amaco, es sentirse en una verdadera jungla de concreto, donde los animales mecánicos son las grandes máquinas trituradoras, y las tribus, son las mentes inocentes que conviven en estos legendarios cerros desde hace décadas.
En cada amanecer insular el pensamiento de los trabajadores de la piedra caliza es de querer disfrutar de un día agradable en compañía de sus amigos: las piedras. 
Quien visite a estos cerros de caliza se convierte en las mentes inocentes que explotan este mineral para satisfacer las necesidades de las grandes ciudades e industrias; y que sólo el sudor que corre por su cuerpo es el testigo fiel de las mágicas aventuras vividas en isla de Toas.

### Recomendaciones para aventurar en los cerros de piedra caliza

#### ¿Cuál es el proceso?
- Debes caminar desde la terminal lacustre “La Puntica” hasta las empresas de piedra caliza.
- Es recomendable hablar con los encargados de cada empresa para que estén al tanto de las personas que se encuentran en el lugar.
- Luego debes tener mucha precaución

#### ¿Y qué utilizó?
- Zapatos industriales: botas. Calzados poco resbaladizos o adaptables a superficies rústicas y montañosas.
- Franela liviana o manga larga si prefieres protegerte del sol.
- En la cabeza debes colocarte un casco que es facilitado por algunas empresas. De lo contrario utiliza gorra.
- Un morral liviano, pero equipado con suficiente agua.
- Un tapa boca si presentas problemas de alergia.
- Si llevas cámara fotográfica, utiliza una toalla pequeña para limpiar el lente cada vez que utilice la cámara, pues el polvillo entra a la parte interior de esta.
- No te apresures al subir las máquinas trituradoras de caliza, hazlo con cuidado. Y disfruta de la jungla de concreto.

### Destinos religiosos

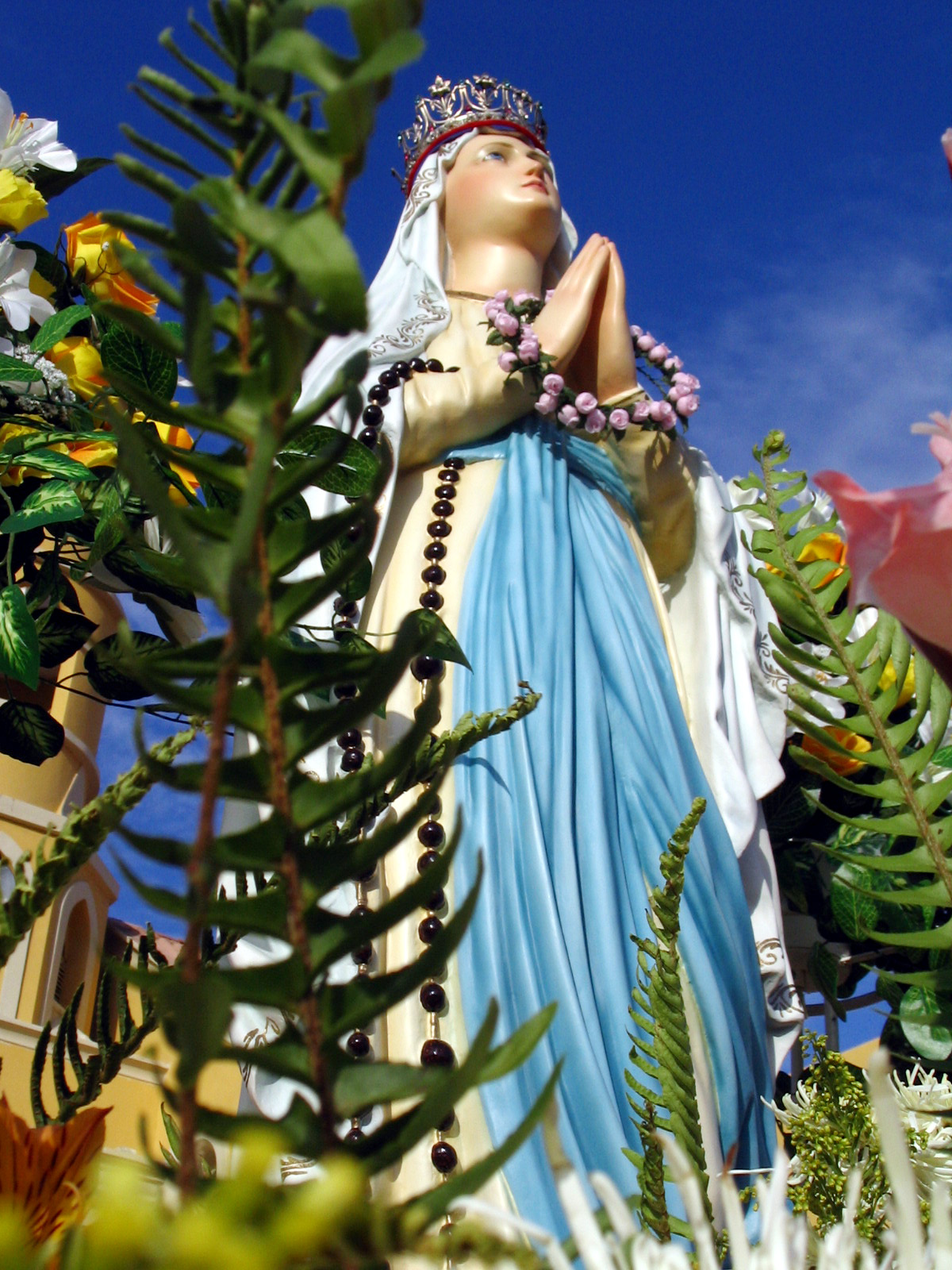

- Iglesia Nuestra Señora de Lourdes. 12 y 28 de febrero. Caserío El Toro.
- Capilla San José. Caserío Las Playitas. 19 de marzo.
- Capilla Nuestra Señora del Carmen. Caserío Las Cabeceras. 16 de julio.
- Capilla Nuestra Señora de Coromoto. Caserío Sotavento. 8 de septiembre.
- Capilla Nuestra Señora de Chiquinquirá. Caserío El Carrizal. 18 de noviembre.
- Capilla San Benito. Caserío El Hato, Las Palmitas y El Potrero. 27 de diciembre.
- Capilla Santa Lucía. Caserío El Semeruco, Calle Campo Elías, La Ranchería y Campamento.[5]